# 切爾西 (喬治亞州)
切爾西（英語：Chelsea）是位於美國喬治亞州查圖加縣的一個非建制地區。該地的面積和人口皆未知。

## 地理
切爾西的座標為34°31′24″N 85°26′25″W / 34.52333°N 85.44028°W，而該地的平均海拔高度為240米（即787英尺）。